# Pardosa consimilis
Pardosa consimilis är en spindelart som beskrevs av Josef Nosek 1905. Pardosa consimilis ingår i släktet Pardosa och familjen vargspindlar.
Artens utbredningsområde är Turkiet. Inga underarter finns listade i Catalogue of Life.